# Enotri
Enotri so bili staro italsko pleme, naseljeno v južni Italiji od Pestruma do južne Kalabrije. V 6. stoletju pr. n. št. so Enotre absorbirala druga italska plemena. Njihovo grško ime Enotres (Οἴνωτρες) lahko pomeni  "Enotrovo ljudstvo" ali "ljudstvo iz vinske dežele Enotrije (Οἰνωτρία)". 
Po Pavzaniju, Dioniziju iz Halikarnasa in Evzebiju je Enotrija dobila ime po Enotru, najmlajšem od petdesetih Likaonovih sinov, ki so se tja preselili iz Arkadije na Peloponezu v Grčiji. Po Antoninu Liberalu in Helaniku z Lesbosa je njihovo selitev sprožila selitev Elimov na Sicilijo. Grški priseljenci s prvimi stabilnimi kolonijami, kot je Metapont, ustanovljen na domačem Metabonu, so Enotre  potisnili v notranjost polotoka. S teh položajev so začeli "obrabno vojno" z grškimi kolonijami n jih večkrat izropali.  Od 5. stoletja pr. n. št. so Enotri izginjali pod pritiskom Oskov in Lukanov. Vergilij jih omenja kot naseljence v Hesperiji, "katerih potomci zdaj svojo deželo imenujejo Italija". Na splošno so prikazani kot pripadniki Pelazgov. Plinij starejši omenja, da "...nasproti Veliji stojita Poiitia in Isacia, obe znani pod istim imenom Enotrides, kar dokazuje, da so Italijo nekoč posedovali Enotrii".
Etnonim Enotri bi lahlo bil izpeljan iz grške besede οἶνος (oinos), vino, saj so Enotri naseljevali ozemlje, bogato z vinogradi. Enotrija se je razširila na celotno južno Italijo.

## Jezik in izvor
Po tradicionalističnem pogledu Enotri predstavljajo južno vejo zelo stare in drugačne etno-jezikovne plasti od proto-latinske, ki naj bi zavzemala območje Tirenskega morja od Ligurije do Sicilije (ligurska/sikanska plast).
Včasih so mislili, da so Enotri morda govorili predindoevropski jezik. Leta 1991 so v starodavni enotrijski naselbini Tortora v Kalabriji odkrili napise iz 6. ali 5. stoletja pr. n. št., ki so razkrili, da so Enotri govorili italski jezik.